# Pologne au Concours Eurovision de la chanson 2011
La Pologne a participé au Concours Eurovision de la chanson 2011.

## Finale
| Passage | Artiste       | Chanson                      | Télévote | Place |
| ------- | ------------- | ---------------------------- | -------- | ----- |
| 01      | Magdalena Tul | "Jestem"                     | 44.47%   | 1     |
| 02      | SheMoans      | "Supergirl"                  | 3,56 %   | 5     |
| 03      | Ada Fijał     | "Hot Like Fire"              | 3,30 %   | 6     |
| 04      | Alizma        | "Bow to the Bow"             | 12,76 %  | 3     |
| 05      | IKA           | "Say"                        | 1,76 %   | 10    |
| 06      | Roan          | "Maybe"                      | 2,20 %   | 8     |
| 07      | Anna Gogola   | "Ktoś taki jak ty"           | 22,57 %  | 2     |
| 08      | The Trash     | "Things go Belter with rock" | 4,58 %   | 4     |
| 09      | ZoSia         | "Scream Out Louder"          | 2,92 %   | 7     |
| 10      | Formuła RC    | "Ja, Ty i Ty i Ja"           | 1,89 %   | 9     |

## À l'Eurovision
Le pays participe à la première demi-finale le 10 mai 2011.